# Alexandrinski-Theater

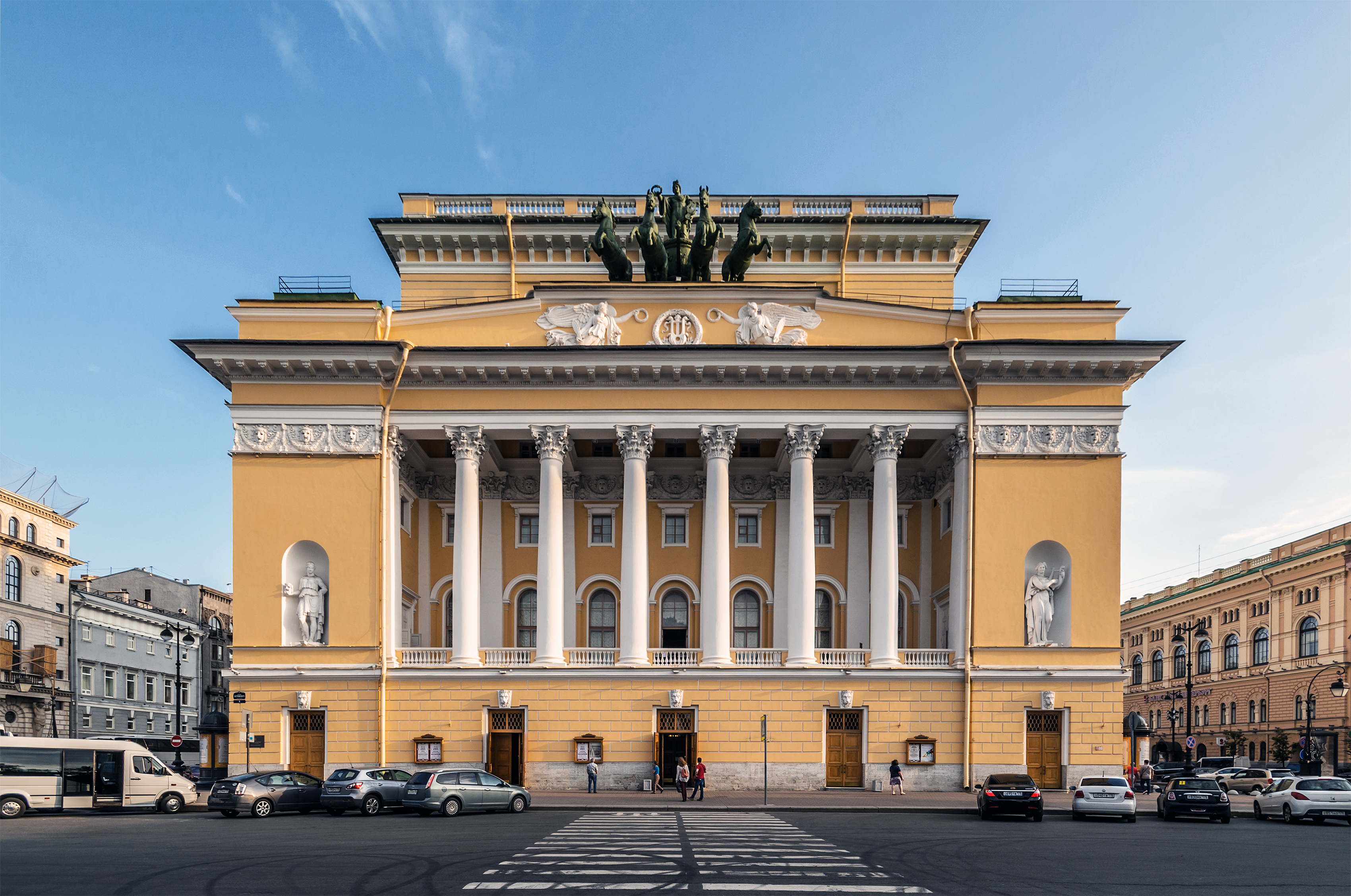
Portikus mit korinthischen Säulen

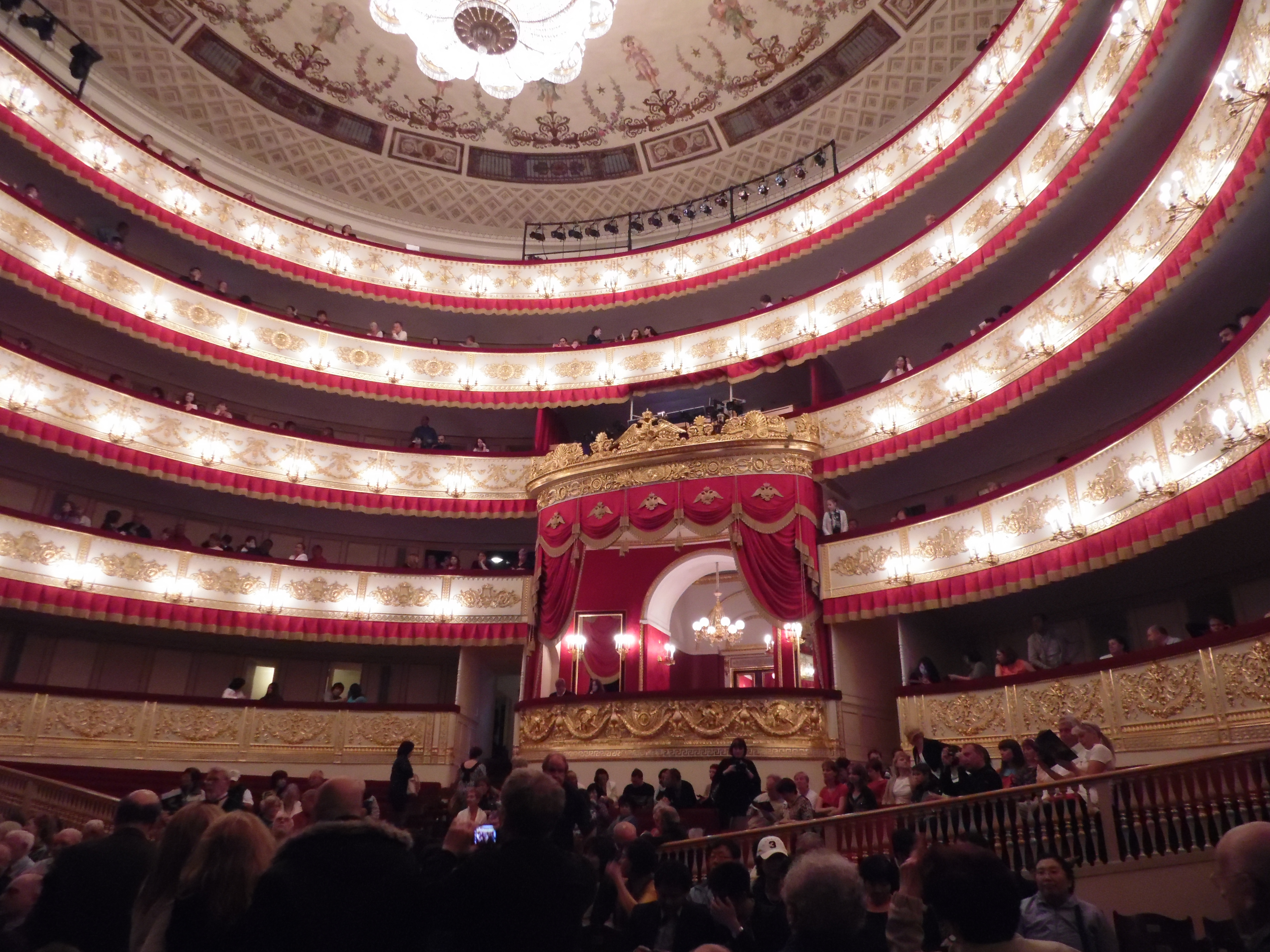
Blick in den Zuschauerraum

Das Alexandrinski-Theater (russisch Александри́нский теа́тр) ist eines der bekanntesten Theaterhäuser Russlands. Das Gebäude liegt am Sankt Petersburger Ostrowski-Platz in der Nähe des Newski-Prospekts. Zahlreiche russische Theaterstücke wurden hier uraufgeführt.

## Geschichte
Das zwischen 1828 und 1832 von Carlo Rossi im Petersburger Klassizismus errichtete Gebäude wurde am 31. Augustjul. / 12. September 1832greg. eröffnet. Rossi hatte seine Ausbildung bei Vincenzo Brenna (1745–1820) genossen, der aus Florenz stammte und auf Einladung Pawel Petrowitschs und Maria Fjodorownas nach St. Petersburg gekommen war. Rossi war bereits zuvor in Pawlowsk für die Zarenfamilie tätig gewesen. Sechs korinthische Säulen zieren den Portikus des Theaters. Gekrönt wird er von einem Streitwagen des Gottes Apollon, einem Werk des Bildhauers Stepan Pimenow.
Das Theater wurde nach der deutschen Gemahlin des russischen Zaren Alexandra Fjodorowna benannt. Gebaut wurde es für die kaiserliche Schauspieltruppe von St. Petersburg, die bereits im Jahr 1756 gegründet worden war. Das Alexandrinski-Theater wurde in der Zarenzeit von einem bürgerlichen Publikum bevorzugt. In der Sowjetzeit hieß das Gebäude Puschkin-Theater. Am 30. August 2006 wurde es nach einer umfangreichen Sanierung wieder eröffnet. Das Gebäude ist Teil des UNESCO-Weltkulturerbes „Historisches Zentrum von Sankt Petersburg“.

## Uraufführungen
Zahlreiche russische Theaterstücke wurden auf der Bühne des Alexandrinski-Theaters uraufgeführt, darunter Werke wie „Der Revisor“ (1836) von Nikolai Wassiljewitsch Gogol, Stücke von Alexander Sergejewitsch Gribojedow, Alexander Nikolajewitsch Ostrowski und 1896 „Die Möwe“ von Anton Pawlowitsch Tschechow. Zu den berühmten Regisseuren des Theaters gehörten Wsewolod Emiljewitsch Meyerhold und Grigori Michailowitsch Kosinzew.